# Can You Do It?
Can You Do It? è una raccolta in CD dei Geordie di Brian Johnson. La raccolta è stata pubblicata nel 1999 dall'etichetta britannica Delta.

## Tracce
1. Can you do it (Malcolm)
2. All because of you (Malcolm)
3. Black cat woman (Malcolm)
4. House of the rising sun (brano tradizionale americano, riarrangiato dai Geordie)
5. Electric lady (Malcolm)
6. Natural born loser (Malcolm)
7. Geordie stomp (Malcolm - Johnson)
8. I cried today (Johnson - Bennison)
9. We're all right now (Geordie)
10. Francis was a rocker (Malcolm)
11. Going to the city (Rootham - Johnson - Robson)
12. Rock'n'roll fever (Yellowstone - Danova - Voice)
13. You do this to me (Gibson - Holness - Knight)
14. Ten feet tall (remix) (Malcolm)

## Formazione
- Brian Johnson (voce)
- Vic Malcolm (chitarra)
- Tom Hill (basso)
- Brian Gibson (batteria)
- Micky Bennison (chitarra)
- Derek Rootham (chitarra)
- Dave Robson (basso)
- Davy Whittaker (batteria)